# J. Ralph
Josh Ralph, creditado como J. Ralph (Nova Iorque, 1975), é um compositor e cantor estadunidense.

## Filmografia
- 2006 - Lucky Number Slevin
- 2007 - Black White + Gray: A Portrait of Sam Wagstaff and Robert Mapplethorpe
- 2008 - Man on Wire
- 2009 - The Cove
- 2010 - Jean-Michel Basquiat: The Radiant Child
- 2011 - Hell and Back Again
- 2011 - Wretches & Jabberers
- 2011 - Deepest Dive: the Story of the Trieste
- 2012 - Maladies
- 2012 - Chasing Ice
- 2012 - Turned Towards The Sun
- 2013 - Finding Vivian Maier
- 2014 - Garnet's Gold
- 2014 - Virunga
- 2014 - Meru
- 2015 - Racing Extinction